# Abraão
Abraão  (em hebraico: אַבְרָהָם ; romaniz.: Aḇrāhām; em siríaco: ܐܲܒ݂ܪܵܗܵܡ; romaniz.: Aḇrāhām; em árabe: إِبرَاهِيْم; romaniz.: ʔĪbrāhīm) é um personagem bíblico citado em Gênesis a partir do qual teriam se desenvolvido as religiões abraâmicas, as principais vertentes do monoteísmo: o judaísmo, o cristianismo e o islamismo. Até hoje, os arqueólogos não encontraram nenhuma prova da existência de Abraão, embora tenham sido, recentemente, encontradas as aldeias com nomes dos familiares de Abraão (seu avô e seu bisavô, Naor e Serugue) numa área da atual Turquia, identificada como a região de Harã. É o primeiro dos patriarcas bíblicos e fundador do monoteísmo dos hebreus. Acredita-se que Abraão teria vivido mais provavelmente entre os séculos XXI e XVIII a.C. Segundo o livro Génesis, que compõe o Pentateuco do Antigo Testamento, Deus disse a Abraão para deixar Ur com a sua família em direção à "terra que eu te indicar". Nesta terra, os seus descendentes formariam uma grande nação e herdariam uma terra "onde corre leite e mel". Sendo o povo escolhido de Deus, os hebreus conquistariam a terra prometida de Canaã, uma terra de fartura, em comparação com as que Abraão deixara para trás. Foi assim que Abraão deixou a sua vida sedentária para viajar para Canaã. Esta migração é de significado histórico comparável à epopéia de Moisés, mais tarde, trazendo os hebreus de regresso do Egito, através do Mar Vermelho.
O Judaísmo considera a existência e a importância de Abraão. Abraão é considerado o fundador da nação hebraica. Maimônides, em seu livro "os 613 mandamentos" ensina com relação ao 3º mandamento, "Amar a Deus", que se deve fazer com que o Eterno seja amado pelos homens como foi feito pelo pai Abraão. Segundo uma tradição judaica, Abraão era o guardião da Torá inteira, incluindo até mesmo os acréscimos rabínicos,  antes mesmo de ser revelada por Deus. O Islão também considera a existência e a relevância de Abraão (com o nome de Ibrahim) como sendo o ancestral dos Árabes, através de Ishmael. A tradição judaica também aponta que o patriarca teria vivido entre 1 812 a.C. e 1 637 a.C. (175 anos). O Judaísmo, o Cristianismo e o Islão são por vezes agrupados sob a designação de "religiões abraâmicas", numa referência à sua descendência comum de Abraão.
Abraão era filho de Terá, 20 gerações depois de Adão e 10 depois de Noé. E, considerando que Noé ainda teria vivido 350 anos após o dilúvio, Abraão poderia ter conhecido o seu ancestral e também a Sem. O nome original de Abraão era Abrão (Abram), vem do termo judaico Ibrim, que significa "Excelso Pai". Abraão era o primeiro dos patriarcas bíblicos. Mais tarde, respondeu pelo nome de Abraham (Ibrahim), (ابرَاهِيم em árabe, אברהם em hebraico), o que significa "pai de muitos" (ver Génesis 17:5). O nome era um nome comum de pessoas entre os amoritas (na forma Abamram). A história de Abraão começa quando o patriarca deixa a terra de sua família na cidade de Ur dos Caldeus e segue em direção a Canaã. A partir daí, aconteceram diversas histórias mais ou menos conectadas envolvendo Abraão, sua esposa e meia-irmã Sara, seu sobrinho Ló, sempre realçando a nobreza e a sua obediência a Deus.
Os episódios mais emblemáticos da narrativa são aqueles que contam de como Abraão se sujeitou ao rei do Egito, que tomou sua mulher como esposa, para salvá-la de qualquer punição. O segundo episódio marcante da vida de Abraão ocorreu em sua velhice. Sara, já idosa, ainda não havia lhe dado um filho (seu primeiro filho Ismael, era filho de uma concubina - Agar), quando Deus teria lhe concedido esta graça, e assim nasceu Isaque, ou Isaac, a quem Abraão mais amou. Porém, quando Isaque era ainda criança, Deus chamou Abraão e pediu que ele trouxesse seu filho ao alto de um monte chamado de Moriá, informando a ele, no meio do caminho, que gostaria que o velho patriarca o sacrificasse, para mostrar seu amor por Ele. Mesmo sendo Isaque o filho amado que tanto desejara por toda a vida, Abraão não relutou em sacar uma adaga e posicioná-la sobre o pescoço de seu filho. Deus então mandou um anjo para segurar o punho de Abraão, dizendo estar satisfeito com a obediência de Abraão. Em recompensa, Deus poupou seu filho, e prometeu que sua linhagem produziria uma nação numerosa que governaria toda a terra por onde Abraão havia caminhado em vida (Canaã, propriamente dita).

## Narrativa bíblica

Jornada de Abraão para Canãa de acordo com o livro de Genesis

Abraão é citado no livro de Gênesis como a nona geração de Sem, o qual foi um dos filhos do patriarca Noé que tinha sobrevivido às águas do dilúvio. Segundo a Bíblia, a mais provável procedência de Abraão seria a cidade de Ur dos caldeus, situada no sul da Mesopotâmia, onde seus irmãos também teriam nascido. O final do capítulo 11 do primeiro livro da Torá, ao descrever a genealogia do patriarca hebreu, assim informa, mencionando o nome anterior de Abraão:
Esta é a história da família de Terá:
Terá gerou Abrão, Naor e Harã. E Harã gerou Ló. Harã morreu em Ur dos caldeus, sua terra natal, quando ainda vivia Terá, seu pai. (Gênesis 11: 27-28)
O Livro dos Jubileus, considerado como uma obra apócrifa entre os judeus e cristãos, diz que  Abraão, já aos catorze anos de idade, quando ainda residia em Ur dos caldeus com sua família, teria começado a compreender que os homens da terra haviam se corrompido com a idolatria adorando as imagens de escultura. Então Abraão não aceitou mais adorar ídolos com o seu pai Tera e começou a orar a Deus, pedindo-lhe que conservasse a sua alma pura do erro dos filhos dos homens e também a de seus descendentes. Diz também o livro de Jubileus, no seu capítulo 12:10, que Abraão casou-se com Sara, sua meia-irmã, no ano 49 de sua vida. E, quando o patriarca estava com 60 anos, ocorreu a morte trágica de seu irmão Harã, o pai de Ló.
Prossegue o texto bíblico informando que Terá, o pai de Abraão, após a morte de Harã, teria tomado sua família e organizado uma expedição para fixar-se em Canaã. Contudo, ao chegar numa localidade que veio a receber o mesmo nome do filho morto, Terá permaneceu ali onde morreu com a idade de duzentos e cinco anos:
E tomou Terá a Abraão, seu filho, e a Ló, filho de Harã, filho de seu filho, e a Sarai, sua nora, mulher de seu filho Abraão, e saiu com eles de Ur dos caldeus, para ir à terra de Canaã; e vieram até Harã e habitaram ali. E foram os dias de Terá duzentos e cinco anos; e morreu Terá em Harã (Gênesis 11:31-32)
Segundo a Bíblia, no capítulo 12 do livro de Gênesis, Abraão recebeu uma promessa divina para deixar a sua terra e a de sua família. Tal chamado de Deus pode ter ocorrido quando Abraão já se encontrava com sua família em Harã. Estêvão, em seu discurso registrado no livro bíblico de Atos, informa que Deus apareceu a Abraão ainda na Mesopotâmia, e depois novamente em Harã, após Terá já ter morrido;
O Deus da glória apareceu a Abraão, nosso pai, estando na Mesopotâmia, antes de habitar em Harã, e disse-lhe: Sai da tua terra e dentre a tua parentela e dirige-te à terra que eu te mostrar. Então, saiu da terra dos caldeus e habitou em Harã. E dali, depois que seu pai morreu, Deus o trouxe para esta terra em que habitais agora. (2 4:)

### Viagem para Harã
Há suposições de que Abraão anuiu nesta jornada em direção a Salém, mas teria sido o seu irmão Naor, o qual não tinha conhecimento dos ensinamentos de Melquisedeque, que os persuadiu a ficar em Harã.
No entanto, sabe-se que Harã, na Antiguidade, foi um importante ponto de passagem para as caravanas do Oriente Próximo. E talvez a prosperidade do local tenha motivado a fixação da família de Abraão neste local em que acredita-se que o clã deveria abastecer o povoado com seus rebanhos.
É provável que, em Harã, Abraão tenha recebido talvez um segundo chamado divino para deixar a terra de sua família e se estabelecer na terra que Deus lhe indicaria. Nesta passagem, logo no começo do capítulo 12 de Gênesis, Deus anuncia diretamente ao patriarca bíblico que ele se tornaria uma grande nação e não há nenhuma menção expressa de que a terra prometida seria Canaã, muito embora esta teria sido o destino que o seu pai teria buscado e veio a ser confirmado posteriormente.
Ora, o Senhor disse a Abraão: Sai-te da tua terra, e da tua parentela, e da casa de teu pai, para a terra que eu te mostrarei. E far-te-ei uma grande nação, e abençoar-te-ei, e engrandecerei o teu nome, e tu serás uma bênção. (Gênesis 12:1-2)
Todavia, é provável que devido à profecia proferida por Noé, quando castigou a Cam dizendo que Canaã seria escravo de Sem, existisse a ideia de que Abraão deveria seguir em direção à Canaã (Gênesis 9:25-27). Até mesmo porque no verso 31 do capítulo 11 de Gênesis diz que Terá e sua família deixaram Ur destinados a chegar em Canaã.

### A partida para Canaã

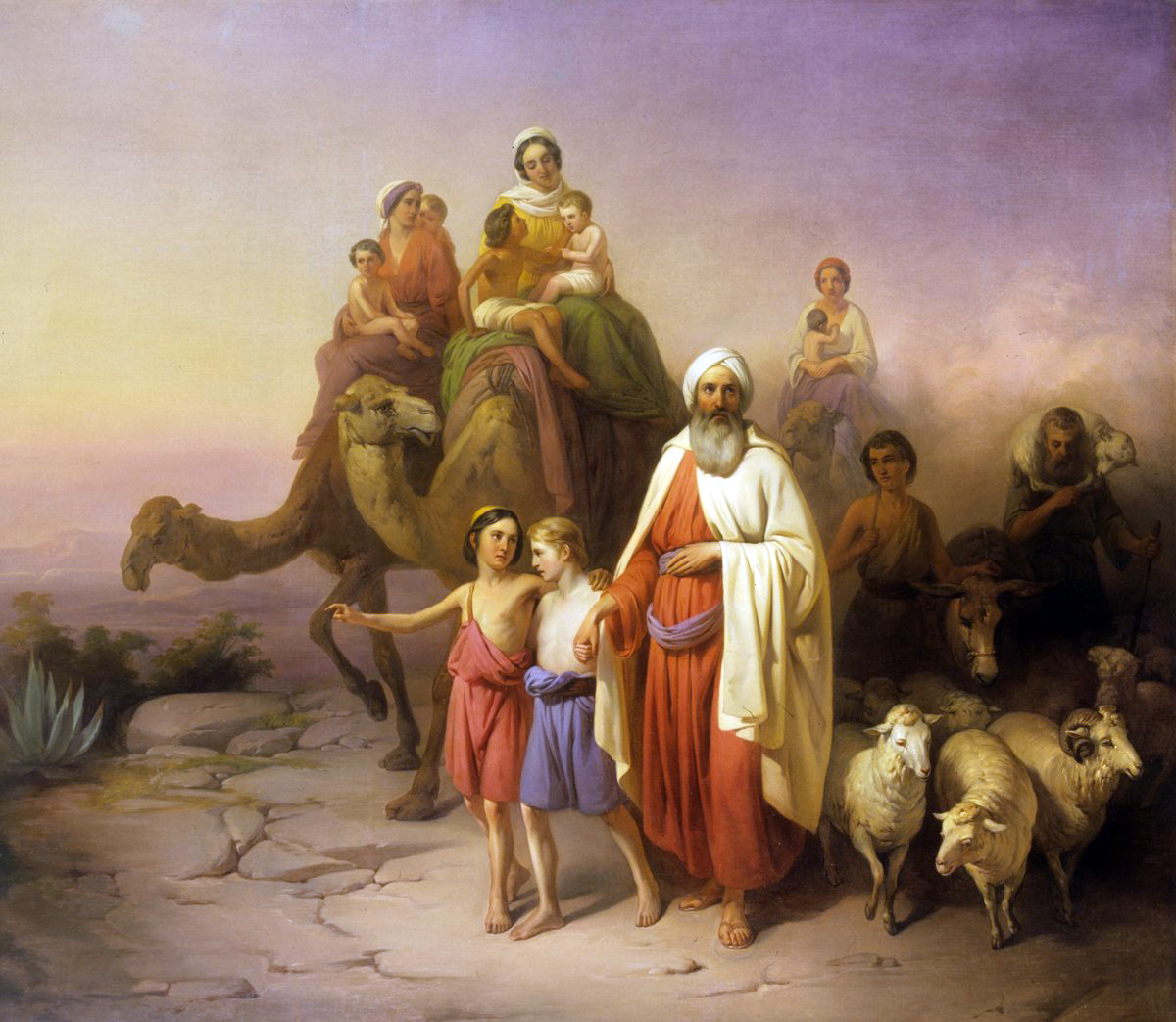
A partida de Abraão, por József Molnár

A Bíblia diz que Abraão, obedecendo as ordens de Deus, saiu com Ló de Harã, juntamente com sua esposa e seus bens, indo em direção a Canaã. O texto informa que Abraão já teria setenta e cinco anos de idade e dá a entender que já tivesse pessoas a seu serviço, embora nenhum filho.
Depois dessa longa jornada de Harã até Canaã, o primeiro local onde Abraão esteve teria sido em Siquém, no carvalho de Moré, onde habitavam os cananeus. Ali Deus apareceu a Abraão e lhe confirmou a promessa de dar aquela terra à sua descendência.
Tendo edificado um altar para Deus em Siquém, Abraão parte para o Sul, fixando-se num lugar entre as cidades de Betel e Ai onde se estabelece com as suas tendas e constrói um novo altar.
Depois, prossegue Abraão para o sul, não havendo informações na Bíblia onde seria esse terceiro local de sua passagem, mas apenas diz que havia fome naquela terra.
Alguns, no entanto, interpretam que Abraão teria chegado a Salém, lugar que corresponderia hoje a Jerusalém. Porém, a Bíblia não diz claramente onde teria sido.
Informações não bíblicas relatam que, após a morte de Terá (Taré), o rei de Salém teria enviado um mensageiro a Abraão com o fim de lhe convidar a fazer parte do núcleo de estudantes/sacerdotes no seu reino. O mensageiro encarregado da mensagem chamava-se Jaram e o convite era extensivo a Naor, mas que teria optado por ficar, construindo naquele lugar uma poderosa fortificação. Abraão, contudo, partiu com o seu sobrinho de nome Ló. Assim, ao chegarem a Salém, resolveram estabelecer acampamento próximo da cidade e edificar guarnições nas colinas adjacentes, de forma a protegerem-se contra os furtivos ataques dos hititas, dos filisteus e dos assírios, que privilegiavam estas zonas da Palestina nos seus ataques e saques.
No entanto, deve-se considerar que, se Terá gerou Abraão e seus irmãos até seus setenta anos  e morreu aos duzentos e cinco anos, quando Abraão deixou Harã, o seu pai, certamente, estava vivo com a idade de cento e quarenta e cinco anos, já que no início da viagem do patriarca para Canaã ele tinha a idade de setenta e cinco, ainda que naquela época a contagem de anos pudesse ser diferente.

### A seca e a viagem para o Egito

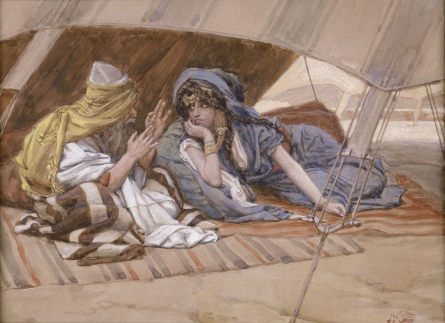
Conselho de Abraão a Sara (aquarela cerca de 1896–1902 por James Tissot)

A Bíblia diz que houve fome na terra prometida que Abraão havia se estabelecido em Canaã e que, por causa disso, o patriarca e todo o seu acampamento retirou-se para o Egito.
Ao chegar no país, Abraão temeu que viesse a ser morto por causa da beleza de sua mulher e, por isso, combinou com ela dizer aos egípcios que era sua irmã legítima, omitindo o fato de ser sua esposa.
Assim, o faraó veio a apaixonar-se por Sara e a levou para o seu palácio, passando a favorecer Abraão. Porém, Deus castigou o rei egípcio e este mandou chamar Abraão e lhe devolveu Sara, ordenando também que deixassem o país com os seus bens.
Tal parentesco de Abraão com o faraó egípcio não teria fundamentos na Bíblia porque Abraão era semita enquanto os egípcios teriam descendido de Cam [carece de fontes?], não de Sem, assim como os cananeus, os filisteus, os hititas e os amoritas.
De acordo com o livro apócrifo dos Jubileus, Deus quis provar o coração de Abraão, e permitiu que Sara fosse tirada dele e levada ao palácio do faraó. Porém, a Bíblia nada diz a esse respeito.

### Regresso à Canaã
A Bíblia narra que Abraão, juntamente com sua esposa e com seu sobrinho Ló, retornou do Egito para a terra de Canaã, para o mesmo local onde havia se fixado ao Sul de Betel (provavelmente Salém). Tornou-se muito rico, possuindo rebanhos de gado, prata e ouro.
Prossegue o texto de Gênesis dizendo que Abraão retornou para Betel onde procurou o altar que havia feito para Deus e O invocou. Ali, no entanto, Abraão e Ló resolvem separar-se devido a contendas que havia entre os seus pastores por causa do numeroso rebanho que possuíam.
Estudos não bíblicos explicam que Abraão, provavelmente, tinha interesse em se tornar um grande líder na Palestina - almejava até ser um poderoso rei naquelas terras [carece de fontes?]. O seu retorno a Salém só poderia ter este objetivo. Melquisedeque teria recebido muito bem Abraão de volta a Salém. Assim, Abraão  teria tornado-se carismático entre esse povo e um líder conquistador.

### Separação de Abraão e Ló

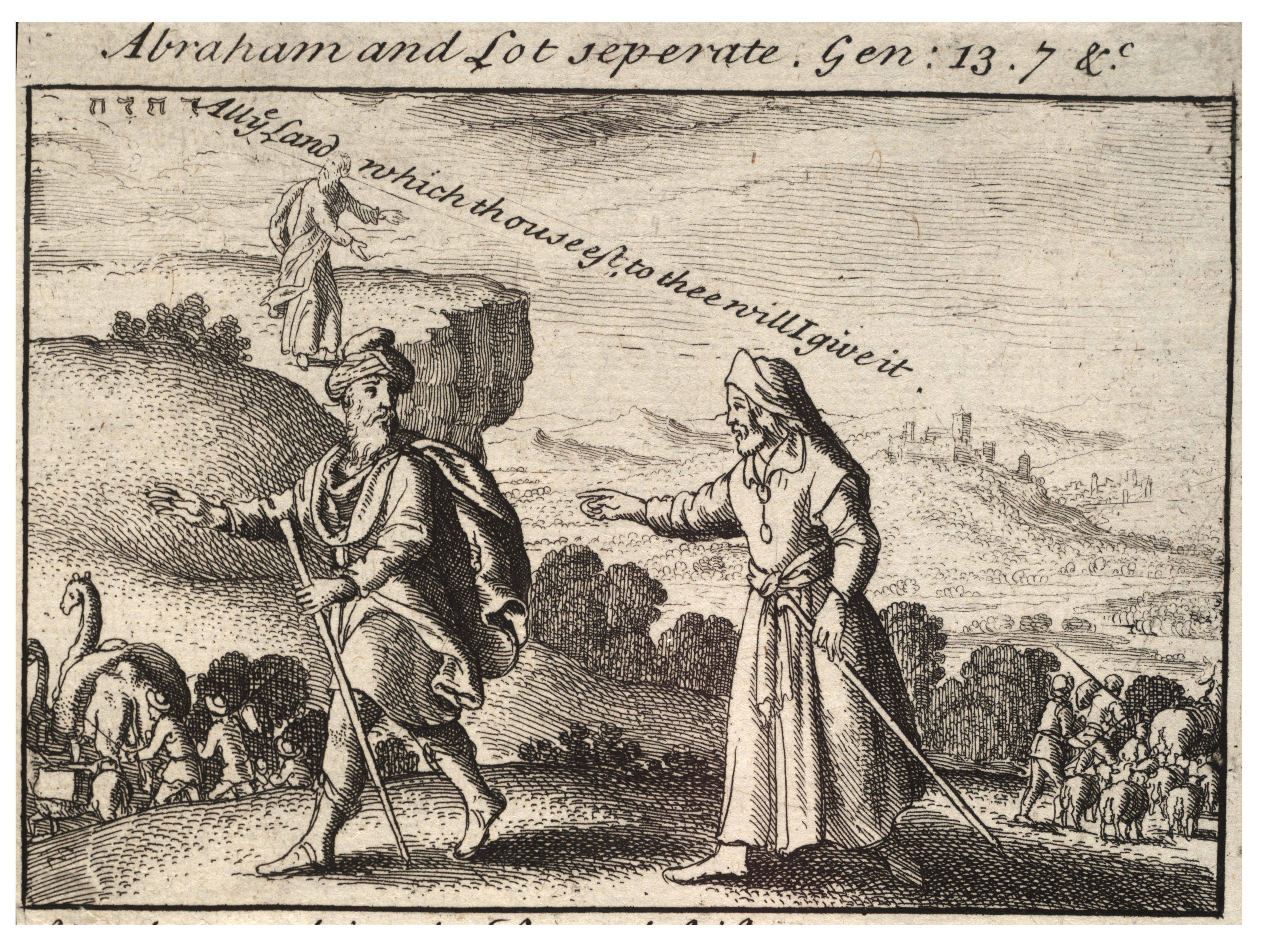
Separação de Abraão e Ló por Václav Hollar.

A Bíblia relata que Abraão resolveu evitar desavenças com o sobrinho por causa do rebanho e lhe deu a opção de escolher planície que desejasse. Ló preferiu fixar-se na planície do rio Jordão, na região de Sodoma e Gomorra, que antes de ser destruída era comparada com o Jardim do Éden e com o Egito, de modo que a Abraão restou a árida Canaã.
Habitou Abraão na terra de Canaã, e Ló habitou nas cidades da campina e armou as suas tendas até Sodoma. (Gênesis 13:12)
Acredita-se que Ló tinha uma personalidade diferente e se inclinava mais para assuntos materiais ligados a negócios diversos, sendo esse o motivo pelo qual ambos se separaram, indo Ló para a rica cidade de Sodoma e se dedicando ao comércio e à criação de animais.
Após a separação de Ló, Deus apareceu novamente a Abraão confirmando dar aquela terra à sua descendência, ordenando-lhe que percorresse a região.
Dali, Abraão levanta novamente as suas tendas e se fixa junto aos "carvalhais de Manre", em Hebrom, onde edificou um novo altar a Deus.

### Relação com os povos vizinhos
A Bíblia narra que houve uma guerra envolvendo nove reinos; os reinos de Sodoma, Gomorra, Admá, Zeboim e Zoar,  durante doze anos pagando tributos a Quedorlaomer, rei do Elão, acabam se rebelando. Houve, então, a guerra em que Quedorlaomer e mais três reis aliados atacaram a Palestina, ferindo a vários povos e confrontando-se finalmente com os reis de Sodoma e Gomorra, vencendo-os numa batalha em Sidim.
Com a derrota de Sodoma, Ló foi levado cativo com toda a sua riqueza. Sabendo disso, Abraão, com apenas trezentos e dezoito homens, lutou contra os inimigos e os perseguiu até as proximidades de Damasco, libertando Ló, sua família e o povo de Sodoma.
Provavelmente os povos vizinhos de Salém reverenciavam e respeitavam o Rei sábio Melquisedeque, mas de certa forma temiam o grande líder militar Abraão. As suas batalhas e conquistas tornaram-se conhecidas em toda aquela região, fazendo de Abraão um líder muito respeitado.
O rei de Sodoma, Bera, como recompensa pela libertação, chegou a oferecer os bens saqueados por Quedorlaomer, mas Abraão recusou-se.
Melquisedeque partiu ao encontro de Abraão após a vitória em Sidim, já no seu triunfante regresso. A Bíblia diz que o rei de Salém trouxe pão e vinho para Abraão e o abençoou. Abraão, por sua vez deu-lhe o dízimo de tudo que havia recobrado a Melquisedeque. Esta é a única parte no livro de Gênesis em que o personagem Melquisedeque é citado:
E Melquisedeque, rei de Salém, trouxe pão e vinho; e este era sacerdote do Deus Altíssimo. E abençoou-o e disse: Bendito seja Abraão do Deus Altíssimo, o Possuidor dos céus e da terra; e bendito seja o Deus Altíssimo, que entregou os teus inimigos nas tuas mãos. E deu-lhe o dízimo de tudo. Gênesis 14:18-20
Informações não bíblicas dizem que, após a batalha de Sidim, Abraão manteve-se fiel ao seu monarca e se tornou o dirigente militar de mais onze tribos vizinhas de onde todos pagavam tributos – o chamado dízimo. Abraão fracassou em algumas tentativas de estabelecer alianças diplomáticas com o soberano de Sodoma. Porém, ao conseguir o resultado, houve uma aliança militar estratégica entre o Rei de Sodoma e outros povos de Hebrom; Abraão tinha mesmo intenção de formar um estado poderoso em toda a Canaã. O sábio rei de Salém convenceu Abraão a abandonar a sua tentativa de formar um reino material e se tornar aquilo que hoje o seu nome significa – o Pai da Fé. Para persuadi-lo, utilizou a sua aliança, a promessa do seu reino, e tornou-o como sua própria descendência.

### A Aliança de Abraão com Deus
No capítulo 15 de Gênesis, Deus aparece a Abraão. Tendo este oferecido um sacrifício a Deus, foi-lhe revelado sobre o futuro de sua descendência que suportaria a escravidão por quatrocentos anos e que depois retornaria para a terra prometida.
Então disse a Abraão: saibas, decerto, que peregrina será a tua semente em terra que não é sua; e servi-los-á e afligi-los-ão quatrocentos anos. Mas também eu julgarei a gente à qual servirão, e depois sairão com grande fazenda. E tu irás a teus pais em paz; em boa velhice serás sepultado. E a quarta geração tornará para cá; porque a medida da injustiça dos amoritas não está ainda cheia. (Gênesis 15:13-16)
Informações não bíblicas falam de uma aliança entre Melquisedeque e Abraão. Tal aliança seria um reconhecimento de Melquisedeque da soberania de Abraão e a cedência do seu trono a este líder e à sua descendência, uma vez que este rei não tinha descendentes para o substituir. Esta referência também é mencionada na Bíblia no capítulo 7 da epístola aos Hebreus, onde se refere à falta de descendência deste sábio de Salém.
Todavia, o texto bíblico em Gênesis é claro em demonstrar que o diálogo de Abraão e a sua experiência foi diretamente com Deus. Deus promete a Abraão que este teria inúmeros descendentes, que ele seria o pai de uma multidão de nações e Deus também prometeu a ele que faria o nome dele grande.

### Nascimento de Ismael
Sendo Sara estéril e pretendendo dar um filho a seu marido, ofereceu sua serva egípcia Agar para que gerasse o primeiro filho a Abraão. Agar então gerou a Ismael, considerado pelos muçulmanos como o ancestral dos povos árabes.
O texto bíblico informa que Abraão teria sido pai pela primeira vez aos oitenta e seis anos. Antes mesmo do nascimento de Ismael, surgiram conflitos entre Agar e Sara, culminando na sua fuga do acampamento de Abraão.
Tendo Agar fugido da presença de Sara, o Anjo do Senhor apareceu-lhe quando se encontrava junto a uma fonte, onde bebeu água. E habitou no deserto de Parã, e sua mãe se tornou mulher da terra do Egito (Gêneses 21: 21).

### A mudança no nome de Abraão e a instituição da circuncisão
Aos noventa e nove anos, novamente Deus aparece a Abraão, confirmando-lhe a sua promessa. Deus ordena que Abraão e todos os homens de sua casa fossem circuncidados. E que toda criança do sexo masculino que nascesse receberia esse sinal ao oitavo dia.
O filho de oito dias, pois, será circuncidado; todo macho nas vossas gerações, o nascido na casa e o comprado por dinheiro a qualquer estrangeiro, que não for da tua semente. (Gênesis 17:12)
É nesta ocasião que Deus muda também os nomes de Abraão ("pai de muitas nações") e de Sara, os quais até então chamavam-se Abrão e Sarai. A mudança do nome de Sarai para Sara é explicada na Bíblia com a promessa do nascimento de um filho, pondo fim à sua esterilidade.

### A visita dos três "homens" e a confirmação sobre o nascimento de Isaque
Abraão foi circuncidado com noventa e nove anos após Deus ter anunciado que Sara daria à luz um filho - Isaque, o herdeiro da promessa; Isaque nasceu no ano seguinte a esse anúncio.
O capítulo 18 de Gênesis diz que mais uma vez Deus apareceu a Abraão quando este se encontrava nos carvalhais de Manre, à porta da tenda, e viu três homens celestiais (v.2). A forma como se deu esse encontro, e toda a comunicação entre eles, dá a entender que seria o próprio Senhor acompanhado de dois anjos. 
Assim, quando os viu, Abraão correu ao seu encontro e inclinou-se à terra. Abraão pede que eles não fossem embora antes que levassem os pés e fossem alimentados. Então prepararam pães, bolos, vitela, manteiga e leite, os serviram e eles comeram. (Gênesis 18:8). Em seguida, Abraão estava em pé junto a eles debaixo da árvore quando perguntaram onde estava Sara, sua mulher. Abraão responde que estava ali na tenda atrás dele. Talvez até por saber que Sara ouviria, o Senhor diz: "Certamente tornarei a ti por este tempo da vida; e eis que Sara tua mulher terá um filho". (v.10). Sara escutava à porta atrás deles e, ao ouvir isso, riu-se porque os dois eram já de idade avançada. O Senhor ouviu e perguntou a Abraão porque ela riu como se houvesse algo impossível para Deus. Ele confirma o que disse, que Sara teria um filho seu. Ao ouvir isso, Sara negou ter rido, mas o Senhor disse que ela não deveria negar porque Ele ouviu ela rir.
O Senhor então diz que não ocultaria o que iria fazer a Abraão porque ele viria a ser pai de uma poderosa nação e que nele seriam benditas todas as nações da Terra. Assim, Ele deixa claro que as cidades vizinhas, Sodoma e Gomorra, seriam destruídas porque seu pecado havia se agravado muito. Então, aqueles homens viraram os rostos e foram em direção a Sodoma, mas Abraão continuou em pé diante do Senhor e começou a falar sobre essa decisão.

### A destruição de Sodoma e Gomorra
Temendo pela vida de seu sobrinho Ló e de sua família, Abraão tenta fazer com que Deus não destruísse Sodoma. Assim, Abraão começa a perguntar, se houvesse cinquenta justos ali, se o Senhor não poderia poupá-los. O Senhor diz que se tivesse cinquenta, sim, poupá-los-ia. Então, Abraão vai diminuindo esse número, com o temor da palavra, até chegar ao número de dez justos. Assim, Deus diz: «Não destruirei por amor dos dez» (Gênesis 18:32) 
Então, os dois anjos chegam em Sodoma à tarde e encontram Ló assentado à porta. Ao vê-los, Ló se levanta, vai ao seu encontro e prostra-se com o rosto em terra. Ló pede que eles entrem em sua casa para passar a noite, lavem os pés e depois seguissem seu caminho. Entretanto, eles disseram que passariam a noite na rua. Ló insistiu demais e entraram em sua casa, preparando-lhes um banquete e eles comeram.
A situação do pecado era tão séria que, antes que se deitassem, os homens de Sodoma, desde o moço até o velho, de todos os bairros, cercaram a casa, chamaram Ló e perguntaram onde estavam os homens que chegaram a cidade porque queriam ter relações sexuais com eles.
Ló sai à porta, fecha-a atrás de si e roga-lhes que não façam o mal que pretendiam, inclusive oferece suas duas filhas virgens para que fizessem o que quisessem, poupando os homens. Todavia, forçaram a entrada, mas foram cegos pelos anjos, do menor ao maior, e disseram a Ló que tirasse toda sua família da cidade porque a destruiriam. Ló saiu e falou com todos da sua família, mas seus genros zombaram dele.
Como Ló estava demorando a reunir todos para sair da cidade, eles o pegaram pela mão, junto com sua mulher e suas duas filhas, tiraram-no e puseram fora da cidade.
«Então o Senhor fez chover enxofre e fogo, do Senhor desde os céus, sobre Sodoma e Gomorra;» (Gênesis 19:24)
E um fato bizarro acontece quando, tendo ordens expressas para saírem e não olharem para trás, a mulher de Ló olhou para trás e ficou convertida em uma estátua de Sal. (Gênesis 19:26)
E aconteceu que, destruindo Deus as cidades da Campina, Deus se lembrou de Abraão e tirou Ló do meio da destruição, derribando aquelas cidades em que Ló habitara. (Gênesis 19:29)

### Abraão peregrina em Gerar
No capítulo 20 de Gênesis, Abraão parte de Hebrom para Gerar, que estaria situada entre Cades e Sur, região que corresponde à terra dos filisteus.
Temendo a Abimeleque, rei de Gerar, Abraão comete o mesmo erro praticado quando esteve no Egito e diz que Sara seria sua irmã. Abimeleque apaixona-se por Sara e a toma de Abraão.
Deus então aparece em sonhos a Abimeleque e lhe adverte para que restitua Sara a seu esposo.
Obedecendo a Deus, Abimeleque traz Sara de volta a Abraão, entregando-lhe também bens e riquezas. Abraão então ora por Abimeleque, que é perdoado.
Fontes não bíblicas afirmam que, com o desaparecimento de Melquisedeque, Abraão modificou muito a sua forma de agir. Mesmo alguns historiadores defendem a ideia que era um outro Abraão que ocupou o seu lugar. Mas poderia ter sido apenas a tristeza pelo desaparecimento de Melquisedeque. Não há registro da morte de Melquisedeque e mesmo o apóstolo Paulo faz menção a esse fato  na Carta aos Hebreus (cap.7). Abraão tornou-se mais inativo e temeroso. Tanto que ao chegar a Gerar, Abimeleque tomou-lhe a sua esposa Sara. Mas este período de aparente covardia foi curto. E logo Abraão compreendeu a herança proposta pelo seu antecessor no trono e começou a proclamar uma mensagem de um Deus único entre os povos filisteus e mesmo entre os súditos de Abimeleque. Segundo uma tradição judaica, Abraão chegou a crença em um só Deus ao refletir sobre a natureza do universo e ao rejeitar a idolatria. Assim, quebrou a cabeça de todos os ídolos que seu pai tinha em sua loja deixando somente um, o maior deles, deixando para este uma oferenda
Depois do nascimento de Isaque, Abraão e Abimeleque fizeram um pacto em Bersebá, isto é, realizaram um juramento de confiança.

### O nascimento de Isaque

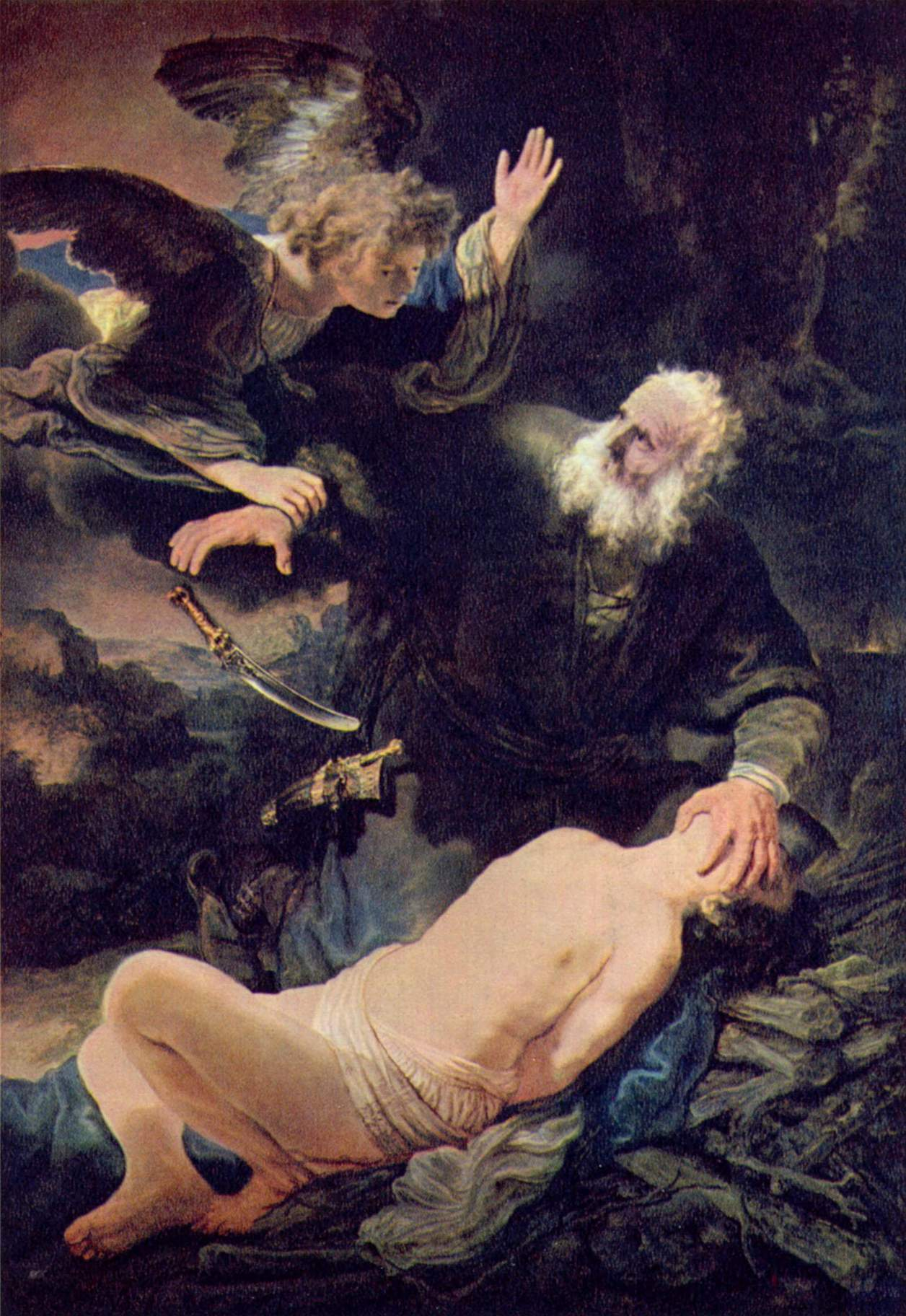
Rembrandt, Sacrifício de Isaac, 1635

O capítulo 21 de Gênesis diz que Abraão tinha cem anos quando tornou-se pai de Isaque.
Informações não bíblicas dizem que foi numa cerimónia pública e solene que Abraão teria apresentado em Salém Isaque como o seu primogênito.
No entanto, a Bíblia relata que, quando Isaque deixou de mamar, Abraão teria promovido um grande banquete em comemoração.

### Abraão despede-se de Agar e de Ismael
Mesmo com o nascimento de Isaque, os conflitos entre Agar e Sara continuaram, ameaçando a paz de sua família. 
Sara viu que Ismael zombava de Isaque e disse para Abrão colocar para fora a serva e o seu filho e que este não herdaria com Isaque. Isso pareceu ser uma coisa ruim aos olhos de Abraão, porém Deus diz para que ele ouça Sara e confirma que a promessa estava sobre Isaque. Entretanto, por ser filho de Abraão, Deus diz que também fara de Ismael uma grande nação. (Gênesis 21:9-13)
Portanto, Abraão pegou pão e um odre de água e deu a Agar e despediu-se dela junto com o menino, e caminharam errantes no deserto de Bersebá. Depois de consumirem toda a água, Agar deixou o menino debaixo de uma árvore e assentou-se mais a frente porque dizia que não queria ver o menino morrer. Mas Deus tinha uma promessa para ele. Então, apareceu um anjo dizendo que Deus tinha ouvido a voz do menino, falou para pegar o menino pela mão, confirmou a promessa sobre ele e abriu-lhe os olhos. Então, viram um poço de água e encheu o odre e deu ao menino. Deus era com Ismael, que cresceu e habitou no deserto, se tornando flecheiro. (Gênesis 21:14-20)

### Deus prova a fé de Abraão
Mais uma vez Deus falou com Abraão e lhe pediu a derradeira prova de fé, determinando que levasse o seu filho para oferecê-lo em holocausto no Monte Moriá, que fica próximo a Salém. (Gênesis 22:1-13)
Após ter viajado por três dias a partir de Bersebá, Abraão avistou o local e subiu ao monte apenas na companhia de Isaque. Porém, quando levantou a mão para sacrificar seu filho, foi impedido pelo Anjo do Senhor e encontrou no mato um carneiro para ser oferecido no lugar de seu filho.
O Livro dos Jubileus, (Gênesis) no verso 16 do seu capítulo 17, explica o sacrifício de Isaque dizendo que o diabo teria pedido a Deus que provasse Abraão em relação a seu filho, o que se assemelha um pouco à história de Jó. Porém, a Bíblia nada diz a esse respeito, mencionando o fato como uma prova de obediência a Deus.

### A morte da Sara
Segundo a Bíblia, Sara morreu em Hebrom com cento e vinte e sete anos. Abraão então adquire de Efrom, em Canaã, a Cova de Macpela por quatrocentos siclos de prata, que é considerada a primeira aquisição de uma propriedade do patriarca que sempre viveu como um peregrino em busca de melhores pastagens para o seu rebanho. A sepultura adquirida é posteriormente utilizada pelo patriarca e por seus descendentes.

### Abraão manda buscar uma noiva para Isaque
Narra o capítulo 24 de Gênesis que Abraão enviou o seu servo Eliezer para que fosse à Mesopotâmia e trouxesse uma esposa para seu filho Isaque entre os seus parentes.
Ocorreu que Milca e Naor tiveram oito filhos e netos. Eliezer então, ao chegar na cidade de Naor, encontra a Rebeca, filha de Betuel e irmã de Labão. Rebeca consente em ir com Eliezer e este a leva para Isaque.

### A união de Abraão com Quetura
A Bíblia registra uma segunda núpcia de Abraão após a morte de Sara. Com a união de Abraão e Quetura, foram gerados mais seis filhos, dando origem a outros povos, inclusive os midianitas.
E Abraão tomou outra mulher; o seu nome era Quetura. E gerou-lhe Zinrã, e Jocsã, e Medã, e Midiã, e Isbaque e Sua. (Gênesis 25:1 e 2)

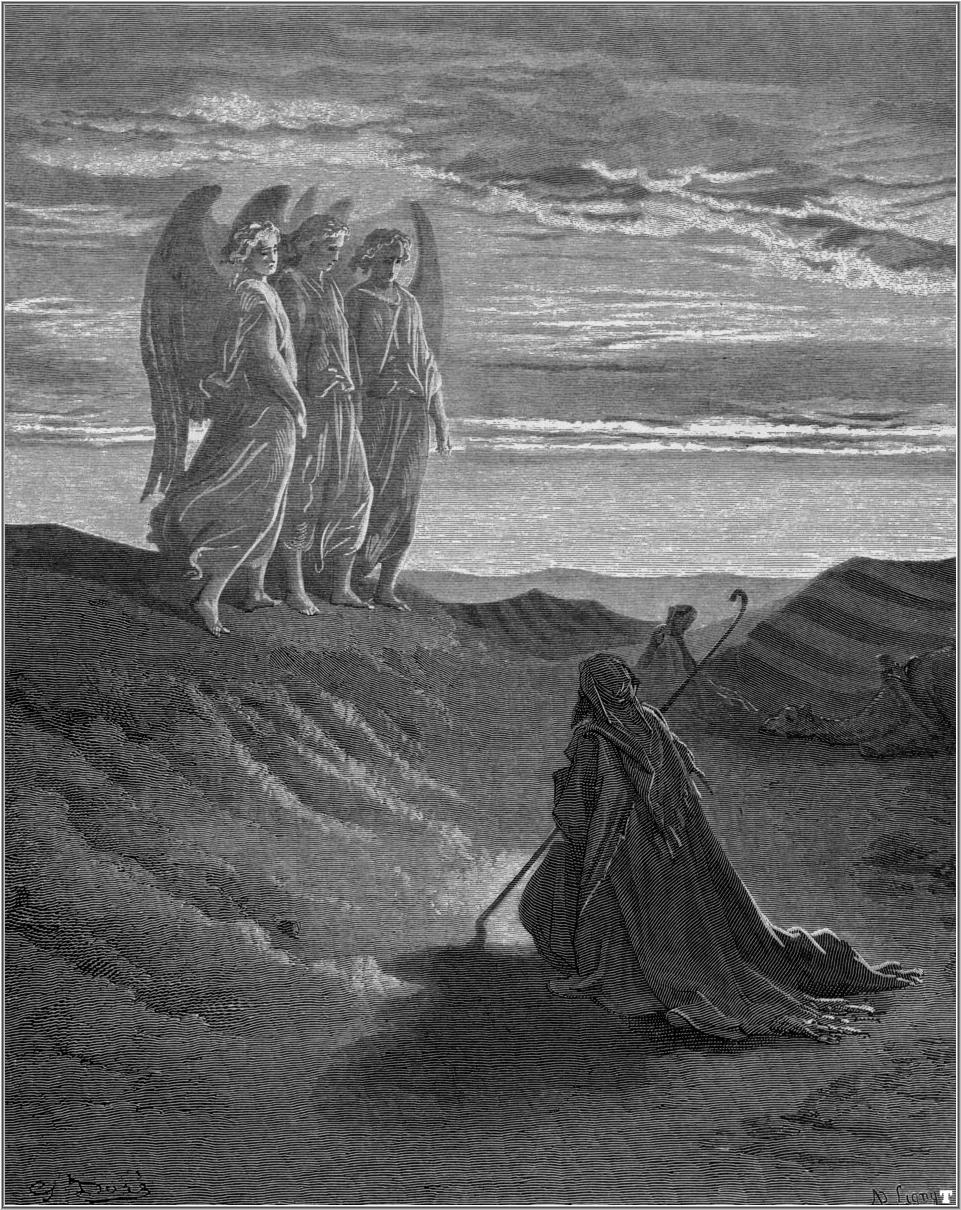
"Abraão e os três Anjos às portas do purgatório", gravura de Gustave Doré (1832-1883) ilustrando a concepção de Dante Alighieri relatada na Divina Comédia (1321)

Indaga-se se Abraão teria mesmo se casado com Quetura ou se ela foi apenas uma segunda concubina depois de Agar. A Bíblia pouco fala a seu respeito, sendo possível apenas fazer a suposição de que ela teria vivido com o patriarca as últimas décadas de sua vida.
De acordo com o livro apócrifo de Jubileus, em 19:11, Abraão teria escolhido a Quetura entre os servos de sua casa porque Agar morrera antes de Sara.

### A morte de Abraão
A morte de Abraão é comentada no capítulo 25 de Gênesis, o qual teria vivido cento e setenta e cinco anos e foi sepultado na Cova de Macpela por Isaque e Ismael.
Tudo o que tinha deixou de herança para Isaque, guardando apenas presentes para os filhos de Agar e de Quetura. Os registros referem que todas as propriedades de Abraão foram para o seu filho Isaac, o filho de Sara, a qual tinha o status de esposa. Agar não foi esposa de Abraão, mas sim uma concubina. Quetura foi esposa de Abraão após a morte de Sara.
Considerando que Isaque tornou-se o pai de Jacó e de Esaú aos sessenta anos, Abraão deve ter convivido com os netos durante quinze anos, muito embora o livro de Gênesis não mencione sobre esses contatos.

## Explicação contextual
Alguns acreditam que os ensinamentos de Melquisedeque teriam sido de grande importância para aquilo que a religião tem transmitido hoje sobre Abraão. Porém, Melquisedeque é citado na Torah apenas uma vez e depois em Hebreus. O que o Antigo Testamento registra são diálogos entre Abraão e Deus, mas há quem defenda a tese de que Melquisedeque teria tido uma presença maior na vida de Abraão como um verdadeiro mensageiro de Deus na terra.
O apócrifo Evangelho Armênio da Infância de Jesus traz uma passagem na qual relata que o Senhor entregou a Set uma carta que foi retransmitida a Abraão. Este por sua vez a deu a Melquisedeque, rei de Salém. (Evangelho Armênio da Infância de Jesus, cap. X, 11) 
Posteriormente, os escribas encararam o termo Melquisedeque como sinónimo de Deus. Os registros de tantos contatos de Abraão e Sara com o anjo do Senhor podem referir-se às suas numerosas entrevistas com Melquisedeque.
Supõe-se que muita informação teria sido perdido pelo menos até a época em que os registros do Antigo Testamento foram revisados em massa na Babilónia. Todavia, as narrativas dos escritos religiosos hebraicos sobre Isaque, Jacó e José são fontes mais confiáveis do que aquelas sobre Abraão, embora elas contenham muitos pontos divergentes do que é factual, nomeadamente com outras referências históricas.

## Árvore genealógica
|      |      |          |          |          |          |          |          |        |        |        |        |            |            |            |            | Terá       |            |      |      |      |      |                                                             |                                                             |                                                             |                                                             |                                                             |                                                             |  |  |               |               |               |               |               |               |       |       |                |                |                |                |                |                |          |          |                     |                     |                     |                     |                     |                     |          |          |          |          |  |  |
|      |      |          |          |          |          |          |          |        |        |        |        |            |            |            |            |            |            |      |      |      |      |                                                             |                                                             |                                                             |                                                             |                                                             |                                                             |  |  |               |               |               |               |               |               |       |       |                |                |                |                |                |                |          |          |                     |                     |                     |                     |                     |                     |          |          |          |          |  |  |
|      |      |          |          |          |          |          |          |        |        |        |        |            |            |            |            |            |            |      |      |      |      |                                                             |                                                             |                                                             |                                                             |                                                             |                                                             |  |  |               |               |               |               |               |               |       |       |                |                |                |                |                |                |          |          |                     |                     |                     |                     |                     |                     |          |          |          |          |  |  |
| Sara | Sara | Sara     | Sara     | Sara     | Sara     |          |          | Abraão | Abraão | Abraão | Abraão | Abraão     | Abraão     |            |            | Agar       | Agar       | Agar | Agar | Agar | Agar |                                                             |                                                             |                                                             |                                                             |                                                             |                                                             |  |  |               |               |               |               |               |               |       |       |                |                |                |                | Harã           | Harã           | Harã     | Harã     | Harã                | Harã                |                     |                     |                     |                     |          |          |          |          |  |  |
| Sara | Sara | Sara     | Sara     | Sara     | Sara     |          |          | Abraão | Abraão | Abraão | Abraão | Abraão     | Abraão     |            |            | Agar       | Agar       | Agar | Agar | Agar | Agar |                                                             |                                                             |                                                             |                                                             |                                                             |                                                             |  |  |               |               |               |               |               |               |       |       |                |                |                |                | Harã           | Harã           | Harã     | Harã     | Harã                | Harã                |                     |                     |                     |                     |          |          |          |          |  |  |
|      |      |          |          |          |          |          |          |        |        |        |        |            |            |            |            |            |            |      |      |      |      |                                                             |                                                             | Naor                                                        |                                                             |                                                             |                                                             |  |  |               |               |               |               |               |               |       |       |                |                |                |                |                |                |          |          |                     |                     |                     |                     |                     |                     |          |          |          |          |  |  |
|      |      |          |          |          |          |          |          |        |        |        |        |            |            |            |            |            |            |      |      |      |      |                                                             |                                                             |                                                             |                                                             |                                                             |                                                             |  |  |               |               |               |               |               |               |       |       |                |                |                |                |                |                |          |          |                     |                     |                     |                     |                     |                     |          |          |          |          |  |  |
|      |      |          |          |          |          |          |          |        |        |        |        | Ismael     | Ismael     | Ismael     | Ismael     | Ismael     | Ismael     |      |      |      |      |                                                             |                                                             |                                                             |                                                             |                                                             |                                                             |  |  |               |               |               |               | Milca         | Milca         | Milca | Milca | Milca          | Milca          |                |                | Ló             | Ló             | Ló       | Ló       | Ló                  | Ló                  |                     |                     | Iscá                | Iscá                | Iscá     | Iscá     | Iscá     | Iscá     |  |  |
|      |      |          |          |          |          |          |          |        |        |        |        | Ismael     | Ismael     | Ismael     | Ismael     | Ismael     | Ismael     |      |      |      |      |                                                             |                                                             |                                                             |                                                             |                                                             |                                                             |  |  |               |               |               |               | Milca         | Milca         | Milca | Milca | Milca          | Milca          |                |                | Ló             | Ló             | Ló       | Ló       | Ló                  | Ló                  |                     |                     | Iscá                | Iscá                | Iscá     | Iscá     | Iscá     | Iscá     |  |  |
|      |      |          |          |          |          |          |          |        |        |        |        |            |            |            |            |            |            |      |      |      |      |                                                             |                                                             |                                                             |                                                             |                                                             |                                                             |  |  |               |               |               |               |               |               |       |       |                |                |                |                |                |                |          |          |                     |                     |                     |                     |                     |                     |          |          |          |          |  |  |
|      |      |          |          |          |          |          |          |        |        |        |        |            |            |            |            |            |            |      |      |      |      |                                                             |                                                             |                                                             |                                                             |                                                             |                                                             |  |  |               |               |               |               |               |               |       |       |                |                |                |                |                |                |          |          |                     |                     |                     |                     |                     |                     |          |          |          |          |  |  |
|      |      |          |          |          |          |          |          |        |        |        |        | Ismaelitas | Ismaelitas | Ismaelitas | Ismaelitas | Ismaelitas | Ismaelitas |      |      |      |      | 7 filhos                                                    | 7 filhos                                                    | 7 filhos                                                    | 7 filhos                                                    | 7 filhos                                                    | 7 filhos                                                    |  |  | Betuel        | Betuel        | Betuel        | Betuel        | Betuel        | Betuel        |       |       | 1ª filha       | 1ª filha       | 1ª filha       | 1ª filha       | 1ª filha       | 1ª filha       |          |          |                     |                     |                     |                     | 2ª filha            | 2ª filha            | 2ª filha | 2ª filha | 2ª filha | 2ª filha |  |  |
|      |      |          |          |          |          |          |          |        |        |        |        | Ismaelitas | Ismaelitas | Ismaelitas | Ismaelitas | Ismaelitas | Ismaelitas |      |      |      |      | 7 filhos                                                    | 7 filhos                                                    | 7 filhos                                                    | 7 filhos                                                    | 7 filhos                                                    | 7 filhos                                                    |  |  | Betuel        | Betuel        | Betuel        | Betuel        | Betuel        | Betuel        |       |       | 1ª filha       | 1ª filha       | 1ª filha       | 1ª filha       | 1ª filha       | 1ª filha       |          |          |                     |                     |                     |                     | 2ª filha            | 2ª filha            | 2ª filha | 2ª filha | 2ª filha | 2ª filha |  |  |
|      |      |          |          |          |          |          |          |        |        |        |        |            |            |            |            |            |            |      |      |      |      |                                                             |                                                             |                                                             |                                                             |                                                             |                                                             |  |  |               |               |               |               |               |               |       |       |                |                |                |                |                |                |          |          |                     |                     |                     |                     |                     |                     |          |          |          |          |  |  |
|      |      |          |          |          |          |          |          |        |        |        |        |            |            |            |            |            |            |      |      |      |      |                                                             |                                                             |                                                             |                                                             |                                                             |                                                             |  |  |               |               |               |               |               |               |       |       |                |                |                |                |                |                |          |          |                     |                     |                     |                     |                     |                     |          |          |          |          |  |  |
|      |      | Isaque   | Isaque   | Isaque   | Isaque   | Isaque   | Isaque   |        |        | Rebeca | Rebeca | Rebeca     | Rebeca     | Rebeca     | Rebeca     |            |            |      |      |      |      |                                                             |                                                             |                                                             |                                                             |                                                             |                                                             |  |  |               |               | Labão         | Labão         | Labão         | Labão         | Labão | Labão |                |                | Moabitas       | Moabitas       | Moabitas       | Moabitas       | Moabitas | Moabitas |                     |                     | Amonitas            | Amonitas            | Amonitas            | Amonitas            | Amonitas | Amonitas |          |          |  |  |
|      |      | Isaque   | Isaque   | Isaque   | Isaque   | Isaque   | Isaque   |        |        | Rebeca | Rebeca | Rebeca     | Rebeca     | Rebeca     | Rebeca     |            |            |      |      |      |      |                                                             |                                                             |                                                             |                                                             |                                                             |                                                             |  |  |               |               | Labão         | Labão         | Labão         | Labão         | Labão | Labão |                |                | Moabitas       | Moabitas       | Moabitas       | Moabitas       | Moabitas | Moabitas |                     |                     | Amonitas            | Amonitas            | Amonitas            | Amonitas            | Amonitas | Amonitas |          |          |  |  |
|      |      |          |          |          |          |          |          |        |        |        |        |            |            |            |            |            |            |      |      |      |      |                                                             |                                                             |                                                             |                                                             |                                                             |                                                             |  |  |               |               |               |               |               |               |       |       |                |                |                |                |                |                |          |          |                     |                     |                     |                     |                     |                     |          |          |          |          |  |  |
|      |      |          |          |          |          |          |          |        |        |        |        |            |            |            |            |            |            |      |      |      |      |                                                             |                                                             |                                                             |                                                             |                                                             |                                                             |  |  |               |               |               |               |               |               |       |       |                |                |                |                |                |                |          |          |                     |                     |                     |                     |                     |                     |          |          |          |          |  |  |
|      |      | Esaú     | Esaú     | Esaú     | Esaú     | Esaú     | Esaú     |        |        | Jacó   | Jacó   | Jacó       | Jacó       | Jacó       | Jacó       |            |            |      |      |      |      |                                                             |                                                             |                                                             |                                                             |                                                             |                                                             |  |  |               |               |               |               |               |               |       |       |                |                |                |                |                |                |          |          |                     |                     |                     |                     | Raquel              | Raquel              | Raquel   | Raquel   | Raquel   | Raquel   |  |  |
|      |      | Esaú     | Esaú     | Esaú     | Esaú     | Esaú     | Esaú     |        |        | Jacó   | Jacó   | Jacó       | Jacó       | Jacó       | Jacó       |            |            |      |      |      |      |                                                             |                                                             |                                                             |                                                             |                                                             |                                                             |  |  |               |               |               |               |               |               |       |       |                |                |                |                |                |                |          |          |                     |                     |                     |                     | Raquel              | Raquel              | Raquel   | Raquel   | Raquel   | Raquel   |  |  |
|      |      |          |          |          |          |          |          |        |        |        |        |            |            |            |            |            |            |      |      |      |      |                                                             |                                                             |                                                             |                                                             |                                                             |                                                             |  |  |               |               |               |               |               |               |       |       |                |                |                |                | Bila           |                |          |          |                     |                     |                     |                     |                     |                     |          |          |          |          |  |  |
|      |      |          |          |          |          |          |          |        |        |        |        |            |            |            |            |            |            |      |      |      |      |                                                             |                                                             |                                                             |                                                             |                                                             |                                                             |  |  |               |               |               |               |               |               |       |       |                |                |                |                |                |                |          |          |                     |                     |                     |                     |                     |                     |          |          |          |          |  |  |
|      |      | Edomitas | Edomitas | Edomitas | Edomitas | Edomitas | Edomitas |        |        |        |        |            |            |            |            |            |            |      |      |      |      |                                                             |                                                             |                                                             |                                                             |                                                             |                                                             |  |  |               |               |               |               | Zilpa         | Zilpa         | Zilpa | Zilpa | Zilpa          | Zilpa          |                |                |                |                |          |          |                     |                     |                     |                     |                     |                     |          |          |          |          |  |  |
|      |      |          | Edomitas | Edomitas | Edomitas | Edomitas | Edomitas |        |        |        |        |            |            |            |            |            |            |      |      |      |      |                                                             |                                                             |                                                             |                                                             |                                                             |                                                             |  |  |               |               |               |               | Zilpa         | Zilpa         | Zilpa | Zilpa | Zilpa          | Zilpa          |                |                |                |                |          |          |                     |                     |                     |                     |                     |                     |          |          |          |          |  |  |
|      |      |          |          |          |          |          |          |        |        |        |        |            |            |            |            |            |            |      |      |      |      |                                                             |                                                             |                                                             |                                                             | Lia                                                         |                                                             |  |  |               |               |               |               |               |               |       |       |                |                |                |                |                |                |          |          |                     |                     |                     |                     |                     |                     |          |          |          |          |  |  |
|      |      |          |          |          |          |          |          |        |        |        |        |            |            |            |            |            |            |      |      |      |      |                                                             |                                                             |                                                             |                                                             |                                                             |                                                             |  |  |               |               |               |               |               |               |       |       |                |                |                |                |                |                |          |          |                     |                     |                     |                     |                     |                     |          |          |          |          |  |  |
|      |      |          |          |          |          |          |          |        |        |        |        |            |            |            |            |            |            |      |      |      |      |                                                             |                                                             |                                                             |                                                             |                                                             |                                                             |  |  |               |               |               |               |               |               |       |       |                |                |                |                |                |                |          |          |                     |                     |                     |                     |                     |                     |          |          |          |          |  |  |
|      |      |          |          |          |          |          |          |        |        |        |        |            |            |            |            |            |            |      |      |      |      | 1.Rúben 2.Simeão 3.Levi 4.Judá 9.Issacar 10.Zebulom 11.Diná | 1.Rúben 2.Simeão 3.Levi 4.Judá 9.Issacar 10.Zebulom 11.Diná | 1.Rúben 2.Simeão 3.Levi 4.Judá 9.Issacar 10.Zebulom 11.Diná | 1.Rúben 2.Simeão 3.Levi 4.Judá 9.Issacar 10.Zebulom 11.Diná | 1.Rúben 2.Simeão 3.Levi 4.Judá 9.Issacar 10.Zebulom 11.Diná | 1.Rúben 2.Simeão 3.Levi 4.Judá 9.Issacar 10.Zebulom 11.Diná |  |  | 7.Gade 8.Aser | 7.Gade 8.Aser | 7.Gade 8.Aser | 7.Gade 8.Aser | 7.Gade 8.Aser | 7.Gade 8.Aser |       |       | 5.Dã 6.Naftali | 5.Dã 6.Naftali | 5.Dã 6.Naftali | 5.Dã 6.Naftali | 5.Dã 6.Naftali | 5.Dã 6.Naftali |          |          | 12.José 13.Benjamim | 12.José 13.Benjamim | 12.José 13.Benjamim | 12.José 13.Benjamim | 12.José 13.Benjamim | 12.José 13.Benjamim |          |          |          |          |  |  |

## Identidade
| Identidade de Abraão  | Identidade de Abraão |
| --------------------- | --- |
| Nome:                 | Abraão |
| Significado:          | Pai ou Líder de Muitos |
| Do Hebraico:          | אברהם Avraham ou ’Abhrāhām |
| Raiz familiar:        | Raiz de Noé linhagem de Sem |
| Avô:                  | Naor |
| Pai:                  | Terá |
| Mãe:                  | Edna ou Amathlaah |
| Irmãos:               | Naor / Harã / Sara (por parte de pai)                                                                                            |
| Esposa:               | Sara / Quetura / (Agar) |
| Filhos:               | Ismael / Isaque / Zinrã / Jocsã / Medã / Midiã / Jisbaque / Sua                                                                  |
| Netos:                | Esaú / Jacó / Seba / Dedã / Efá / Efer / Enoque / Abida / Elda                                                                   |
| Sobrinhos:            | Ló / Uz / Buz / Quemuel / Quésede / Hazo / Pildas / Jidlafe / Betuel / Tebá / Gaã / Taás / Maaca.                                |
| Local de Nascimento:  | provavelmente Ur |
| Tempo de Vida:        | 300 anos lunares, 175 anos (normais)                                                                                             |
| Motivo de Morte:      | Não diagnosticado |
| Local de Morte:       | Quiriate-Arba, Cova de Macpela, no campo de Efrom (Ver Gênesis 23 e Gênesis 25. 8-11)                                            |
| Localização Temporal: | Foi encontrado um contrato Babilónico em nome de Abraão. Este foi datado de 1800 - 2000AC. Discute-se a relação com o patriarca. |
| Status social:        | Rico (Gênesis 13:2) |

## Citações
«Eu sou Javé, que te fez sair de Ur dos Caldeus, para te dar esta terra como herança… Nesse dia, Javé estabeleceu uma aliança com Abraão nestes termos:  "À tua descendência darei esta terra, desde o rio do Egipto até ao grande rio, o Eufrates"» (Gênesis 15:7-18).